# Merrily We Roll Along (musical)
Merrily We Roll Along es una obra musical escrita por George Furth, compuesta por Stephen Sondheim, e inspirada en la obra teatral homónima de George S. Kaufman y Moss Hart,
La obra original fue estrenada en 1934. Furth y Sondheim buscaron ser fieles a la historia original adaptándola al periodo que abarca desde 1957 hasta 1976. La trama sigue a un talentoso compositor de musicales de Broadway llamado Franklin Shepard quien tras dejar de lado sus amistades y su antiguo trabajo, busca triunfar en Hollywood como productor.
Al igual que en la obra original, la producción empieza con el propio Shepard tras alcanzar la fama. A partir de ese instante su historia va retrocediendo a medida que progresa la obra en la que se muestran los momentos más importantes de la vida de Frank que hicieron de él un hombre de éxito.
Durante su estreno en Broadway de 1981, el musical tuvo 16 representaciones, además de 52 funciones previas. Cabe señalar que la obra marcó la última colaboración entre Harold Prince y Sondheim hasta 2003 cuando volvieron a encontrarse en Bounce.

## Trama
Se trata de una sinopsis de la versión actual y revisada del espectáculo desde la producción del York Theatre de 1994, no de la original representada en Broadway en 1981. La trama gira en torno a Frank Shepard, un famoso compositor y productor de cine («Overture/Merrily We Roll Along»). A lo largo de 20 años, el espectáculo detalla el ascenso de Frank desde compositor soñador y sin un céntimo hasta rico productor de cine, y lo que perdió para conseguirlo.

### Acto I
En 1977, el carismático Frank Shepard organiza una fiesta de inauguración con gente de Hollywood, junto con su amante y la estrella de su nueva película, Meg, que lo elogian efusivamente («Ese Frank»). Al principio, Frank parece jovial, pero se pone tenso cuando uno de los asistentes a la fiesta menciona a Charley Kringas, antiguo mejor amigo y colaborador musical de Frank. Su amiga más antigua, la crítica teatral Mary Flynn, también asiste a la fiesta, pero le disgusta la superficialidad de los demás invitados y el abandono de la música por parte de Frank: su verdadero talento. Cada vez más hastiada, Mary acaba brindando borracha, castigando a Frank y a sus invitados, antes de marcharse enfadada. Llega Gussie, la mujer de Frank, enfadada porque Meg ha conseguido el papel en la película en lugar de ella, y le revela que sabe que la engaña con Meg. Admite que ha perseguido el éxito financiero a expensas de sus valores y sus seres queridos. Gussie le echa yodo en la cara a Meg y declara que el matrimonio entre ella y Frank ha terminado.
Los años retroceden hasta 1973 («Primera transición»), cuando Frank y Charley están a punto de ser entrevistados en un estudio de televisión de Nueva York. Mary recibe entre bastidores al amargado Charley, que dice que Frank ya casi nunca saca tiempo para colaborar. Mary intenta calmarle explicándole que ha preparado esta entrevista para obligar a Frank a comprometerse públicamente con el espectáculo que ambos llevan años planeando. Se muestra nostálgica («Old Friends - Like It Was»), y Charley se sorprende de que, incluso después de 16 años, Mary siga claramente enamorada de Frank. Frank llega tarde con su nueva esposa, Gussie, que intenta evitar prestarle dinero a su ex marido, el productor de Broadway Joe. Frank está nervioso por contarle a Charley que ha firmado un contrato para tres películas, pero el entrevistador deja escapar la noticia justo antes de que salgan en directo, durante lo cual Charley se lanza a una sardónica diatriba sobre el cambio de Frank de la música al dinero, antes de instar al público a mantener a Frank comprometido con su piano («Franklin Shepard, Inc.»). Una vez finalizada la entrevista, un disgustado Frank declara que Charley le ha traicionado y pone fin a su amistad a pesar de las disculpas de Charley y las protestas de Mary.
En 1968, Mary y Charley sorprenden a Frank en su nuevo apartamento de Central Park West («Segunda Transición») con el hijo pequeño de Frank, Frankie, a quien no ha visto desde su polémico divorcio de su primera esposa. Frank quiere optar a una versión cinematográfica de su espectáculo teatral Musical Husbands y el de Charley para pagar el divorcio, pero, cuando Charley se opone apasionadamente, Mary calma las tensiones de sus amigos («Old Friends»). Joe, el productor de Frank, y Gussie, la mujer de Joe, llegan con champán que Mary, abstemia en ese momento, rechaza. Todo el mundo es consciente de que Frank y Gussie tienen una aventura, excepto Mary que, horrorizada al darse cuenta de ello, se traga el champán. Cuando todos se marchan, Frank toca al piano una vieja canción e intenta dar sentido a sus decisiones. A punto de componer una nueva pieza, se ve interrumpido por el regreso de Gussie, que anuncia su intención de dejar a Joe y comprometerse con Frank («Growing Up»).
En 1966 («Third Transition»), Frank y su primera esposa Beth se pelean por la custodia de su hijo Frankie en un juzgado. Los periodistas acuden en tropel, ansiosos por enterarse de los cotilleos, ya que Gussie ha sido citada. Frank se enfrenta a Beth, que aún le quiere pero no puede vivir con él sabiendo que le fue infiel con Gussie («Not a Day Goes By»). Beth se lleva a su hijo a Texas para vivir con su padre. Frank se hunde en la desesperación, pero es consolado por Mary, Charley y los demás amigos que le quedan, que intentan convencerle de que es «lo mejor que le podía haber pasado» («Now You Know»).

### Acto II
En 1964, Gussie interpreta una canción en el estreno de Musical Husbands: El primer espectáculo de Broadway de Frank y Charley («Gussie's Opening Number»). Se abre el telón y, mientras el público aplaude, Charley y Frank, entre bastidores con Joe, Mary y Beth, se quedan extasiados al saber que el espectáculo es un éxito («It's a Hit!»). La mujer de Charley está de parto y, antes de que él y Beth corran al hospital, Mary le ruega a Beth que se quede para que Frank no se quede solo con Gussie. Beth dice que confía en su marido y se marcha.
En 1962 («Cuarta transición»), Frank, Beth, Charley y Mary han sido invitados a una fiesta en el elegante apartamento de Gussie y Joe en Sutton Place, donde se quedan boquiabiertos ante la influyente concurrencia («The Blob»). Gussie derrama deliberadamente vino sobre el vestido de Beth y aparta a Frank de los asistentes a la fiesta, confiándole su infelicidad, y le convence para que escriba el espectáculo comercial que Joe está produciendo, Musical Husbands, en lugar de la sátira política que Charley y él están intentando producir («Growing Up» (Reprise)). De vuelta con sus invitados, invita a los compositores a interpretar su última canción, «Good Thing Going». A los invitados les encanta y Gussie les implora que hagan un bis, pero los invitados pierden rápidamente el interés y reanudan su ruidosa charla de cóctel («The Blob» (Reprise)). Charley sale furioso mientras Mary mira preocupada.
En 1960 («Quinta transición»). Charley, Frank y Beth actúan en un pequeño club nocturno de Greenwich Village, con Mary echándoles una mano. Tratando de parecer brillantes y sofisticados, interpretan una canción que celebra la nueva Primera Familia de Estados Unidos («Bobby and Jackie and Jack»). Joe, que se encuentra entre el escaso público, queda impresionado, al igual que su nueva prometida y antigua secretaria, Gussie. Después del espectáculo, Frank les explica que Beth y él se van a casar. Queda claro que la boda se debe al embarazo de ella, pero Frank profesa su felicidad de todos modos. Ante la mirada desaprobadora de Mary, Charley y los padres de Beth, la feliz pareja intercambia sus votos mientras una enamorada Mary intenta tragarse sus sentimientos por Frank («Not a Day Goes By» (Reprise)).
En 1958 («Sixth Transition»), Frank, Charley y Mary están ocupados en Nueva York, ascendiendo en su carrera, aceptando cualquier trabajo que pueden y trabajando febrilmente en sus canciones, obras de teatro y novelas. Frank y Charley hacen una audición para Joe, pero éste quiere más canciones «tarareables» y les dice que dejen su nombre a su secretaria, Gussie. Así que deciden hacer su propio espectáculo y, en un montaje posterior, audicionan y contratan a Beth, formando juntos un espectáculo de cabaret («Opening Doors»).
En 1957 («Séptima transición»), una mañana temprano, Frank y Charley, que asisten a la universidad, están en la azotea de un edificio de apartamentos de la calle 110 de Nueva York, esperando para ver el primer satélite de la historia en órbita terrestre, el Sputnik. Frank le cuenta a Charley lo mucho que le gustan sus obras y le propone convertir una de ellas, una sátira política, en un musical. Mary, su vecina, llega para ver el satélite y conoce a los chicos por primera vez. Ha oído el piano de Frank desde su apartamento y le dice cuánto admira su música. Él le habla de lo mucho que significa para él componer. De repente, el Sputnik aparece en el cielo, y ahora, para los jóvenes amigos, todo es posible («Our time»).

### Diferencias con la versión original de Broadway
La versión original de 1981 tenía una trama muy similar a la versión revisada, con algunas diferencias notables. La versión original comienza y termina con un actor que interpreta a un Frank mayor dando un discurso cínico a un grupo de graduados de secundaria, quienes interpretan a los personajes del resto del espectáculo. Al final, se une a su yo más joven en un símbolo de esperanza. "That Frank" reemplazó a la canción "Rich and Happy", que tenía una visión más infantil de las fiestas de Hollywood. Ambas escenas de "Growing Up" tampoco estaban presentes, y la escena de "Old Friends" terminaba con Mary bebiendo. "Not a Day Goes By" fue cantada originalmente por Frank; "Now You Know" y "It's a Hit" tenían letras diferentes, y el elenco estaba compuesto por un conjunto distinto de personajes. En la escena de "It's a Hit", Beth es la que está embarazada, en lugar de la esposa de Charley. También hubo una escena adicional, entre "Rich and Happy" y "Franklin Shepard, Inc.", en la que Mary intenta reconciliar a Charley y Frank en un restaurante. Esta escena, y la canción "Like it Was", se incluyeron en la siguiente escena de la versión revisada.[1] Salvo estos cambios, las dos versiones son prácticamente iguales.

## Número musicales

### Lista de canciones actual
Act I
- Overture – Orquesta
- "Merrily We Roll Along" – Companía
- "That Frank" – Franklin Shepard, Mary Flynn e Invitados
- "First Transition" – Companía
- "Old Friends" (Part I) – Mary y Charley Kringas
- "Like It Was" – Mary
- "Franklin Shepard, Inc." – Charley
- "Second Transition" – Compania
- "Old Friends" (Part II) – Mary, Franklin y Charley
- "Growing Up" – Franklin y Gussie
- "Third Transition" – Companía
- "Not a Day Goes By" – Beth
- "Now You Know" – Mary y Companía

Act II
- Entr'acte – Orquesta
- "Act Two Opening" – Gussie
- "It's a Hit" – Franklin, Charley, Mary, Joe and Beth
- "Fourth Transition" – Company
- "The Blob" – Gussie y Compania
- "Growing Up" (Part II) – Gussie
- "Good Thing Going" – Charley
- "The Blob" (Part II) – Compania
- "Fifth Transition" – Compania
- "Bobby and Jackie and Jack" – Charley, Beth, Franklin y Pianist
- "Not a Day Goes By" (Reprise) – Beth, Franklin y Mary
- "Sixth Transition" – Compania
- "Opening Doors" – Franklin, Charley, Mary, Joe y Beth
- "Seventh Transition" – Franklin Shepard Jr., Beth and Mrs. Spencer
- "Our Time" – Franklin, Charley, Mary y Compania
- Exit Music – Orchestra

### Original Broadway(1981)
Fuente:
Acto I
- "The Hills of Tomorrow" – Companias
- "Merrily We Roll Along" – Compania
- "Rich and Happy" – Franklin Shepard e Invitados
- "Merrily We Roll Along" – Compania
- "Old Friends" – Mary, Charley
- "Like It Was" – Mary
- "Franklin Shepard, Inc." – Charley Kringas
- "Merrily We Roll Along," (Reprise) – Compania
- "Old Friends" (Reprise) – Franklin, Charley and Mary
- "Merrily We Roll Along" (Reprise) – Compania
- "Not a Day Goes By" – Franklin
- "Now You Know" – Mary y Compania

Acto II
- "It's a Hit!" – Franklin, Mary, Charley and Joe
- "Merrily We Roll Along" (Reprise) – Compania
- "Good Thing Going" – Charley y Franklin
- "Merrily We Roll Along" (Reprise) – Company
- "Bobby and Jackie and Jack" – Charley, Beth, Franklin y Ted
- "Not a Day Goes By" (Reprise) – Franklin y Mary
- "Opening Doors" – Franklin, Charley, Mary, Joe y Beth
- "Our Time" – Franklin, Charley, Mary y Compania
- "The Hills of Tomorrow" (Reprise) – Compania